# ینس کوپا
ینس کوپا (به انگلیسی: Jens Kruppa) (زادهٔ ۳ ژوئن ۱۹۷۶) شناگر اهل آلمان است.